# Usine sidérurgique de Pont-à-Mousson

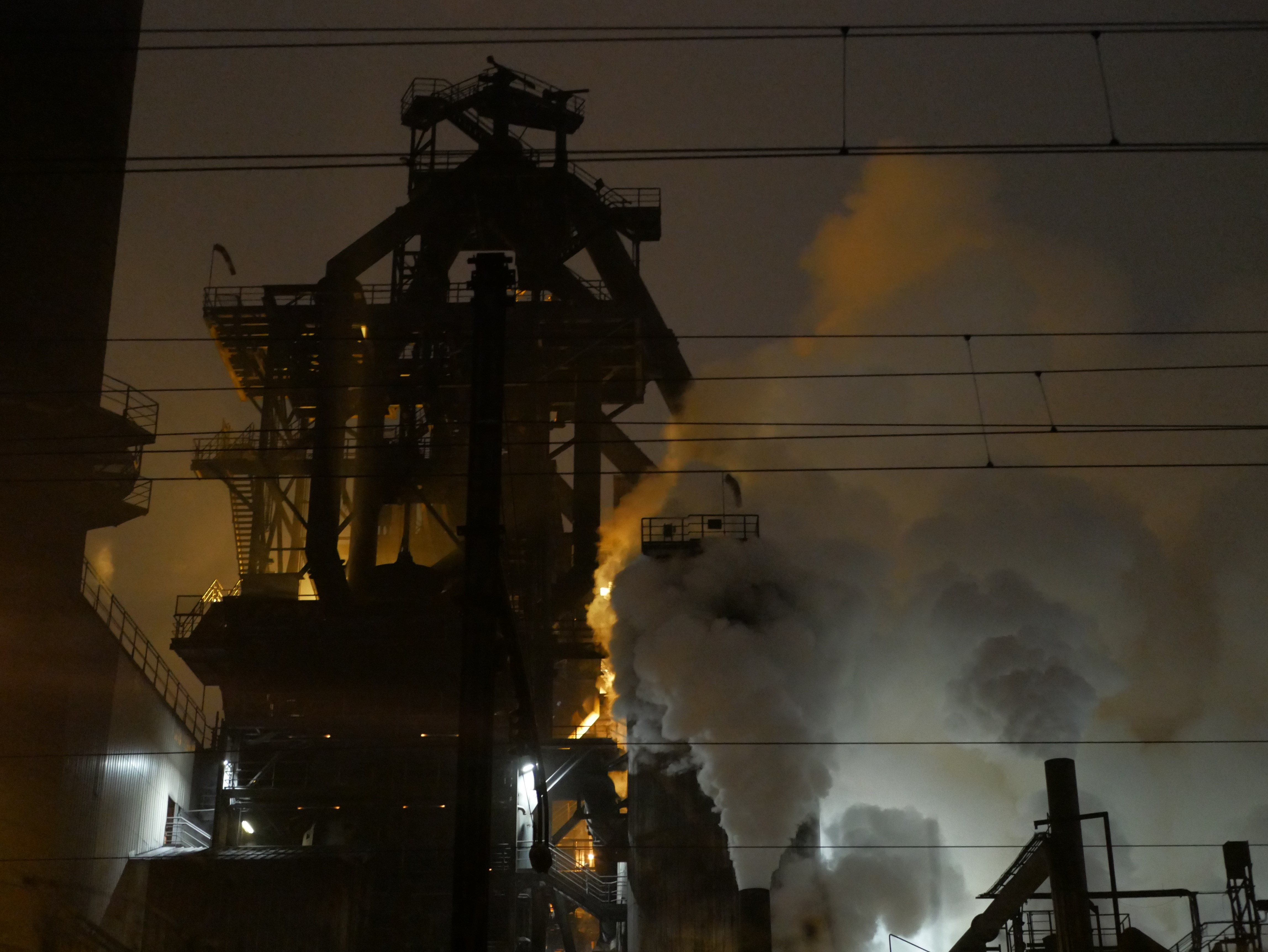
Haut-fourneau n°3 de PAM Saint-Gobain, 2022.

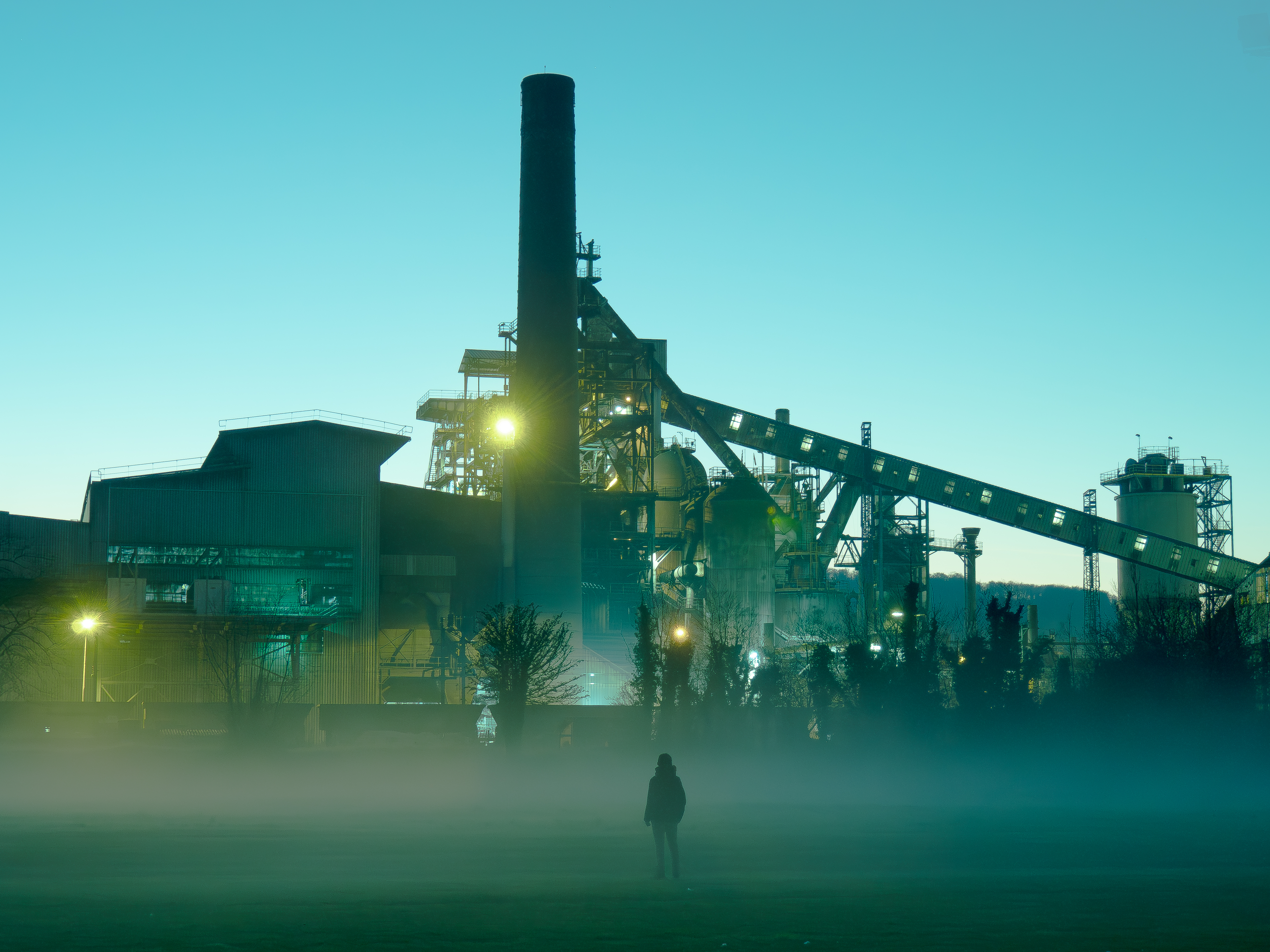
Usine de Pont-à-mousson - vue sur les hauts fourneaux et cowpers

L'usine sidérurgique de Pont-à-Mousson (ou hauts-fourneaux de Pont-à-Mousson) est une usine sidérurgique de l'est de la France, en Lorraine, à Pont-à-Mousson, fondée en 1856. Depuis 1970, elle est la propriété de Saint-Gobain PAM Canalisation, une filiale de Saint-Gobain. L'usine produit de la fonte pour canalisations et pour la voirie. L'entreprise fut notamment présidée par Camille Cavallier et par André Grandpierre. L'usine fait partie des trois derniers sites de France à produire de la fonte par haut fourneau.

## Histoire
L'usine tire son origine de la découverte en 1850, au hasard d'un terrassement, du gisement de fer de Marbache. Pour effectuer les recherches, la « Société civile de la mine de Marbache » est fondée en 1856. Elle demande cette concession et l'obtiendra en 1858. Pour traiter et utiliser le minerai, elle fonde une société d'exploitation en commandite simple, la « Société métallurgique nancéienne », raison sociale « Gérard et compagnie » puis « Mansuy et compagnie ». 
L'usine est créée en 1856, par le négociant Frédéric Mansuy, dans le but d'exploiter le gisement de Marbache dont il vient d'acquérir la concession. Dès ses débuts, il choisit l'ingénieur Xavier Rogé comme directeur de l'usine. En cinq ans, trois hauts-fourneaux sont démarrés (1856, 1857, 1861), mais l'insuffisance de fonds propres entraine la liquidation de l'entreprise. Pour continuer à la faire vivre, Xavier Rogé et de nouveaux associés reprennent l'entreprise en 1862. L'affaire est achetée par la société en nom collectif et commandite simple « Haldy, Roechling et compagnie », à capitaux franco-allemands.
En 1866, le directeur Rogé se rend en Angleterre, et se rend compte que les tuyauteries en fonte à destination des canalisations d'eau pourront offrir un réel débouché à l'entreprise,. Un an plus tard, un quatrième haut-fourneau est construit, et Rogé décide avec succès de spécialiser l'entreprise dans les tuyaux pour canalisations, ce qui demeure jusqu'à aujourd'hui. Avec l'aide de son acolyte Camille Cavallier, il remporte de nombreux marchés en France et en Europe dès le début des années 1870, jusqu'aux conduites d'eau de la ville de Paris en 1883, et démarre un cinquième haut-fourneau en 1894.

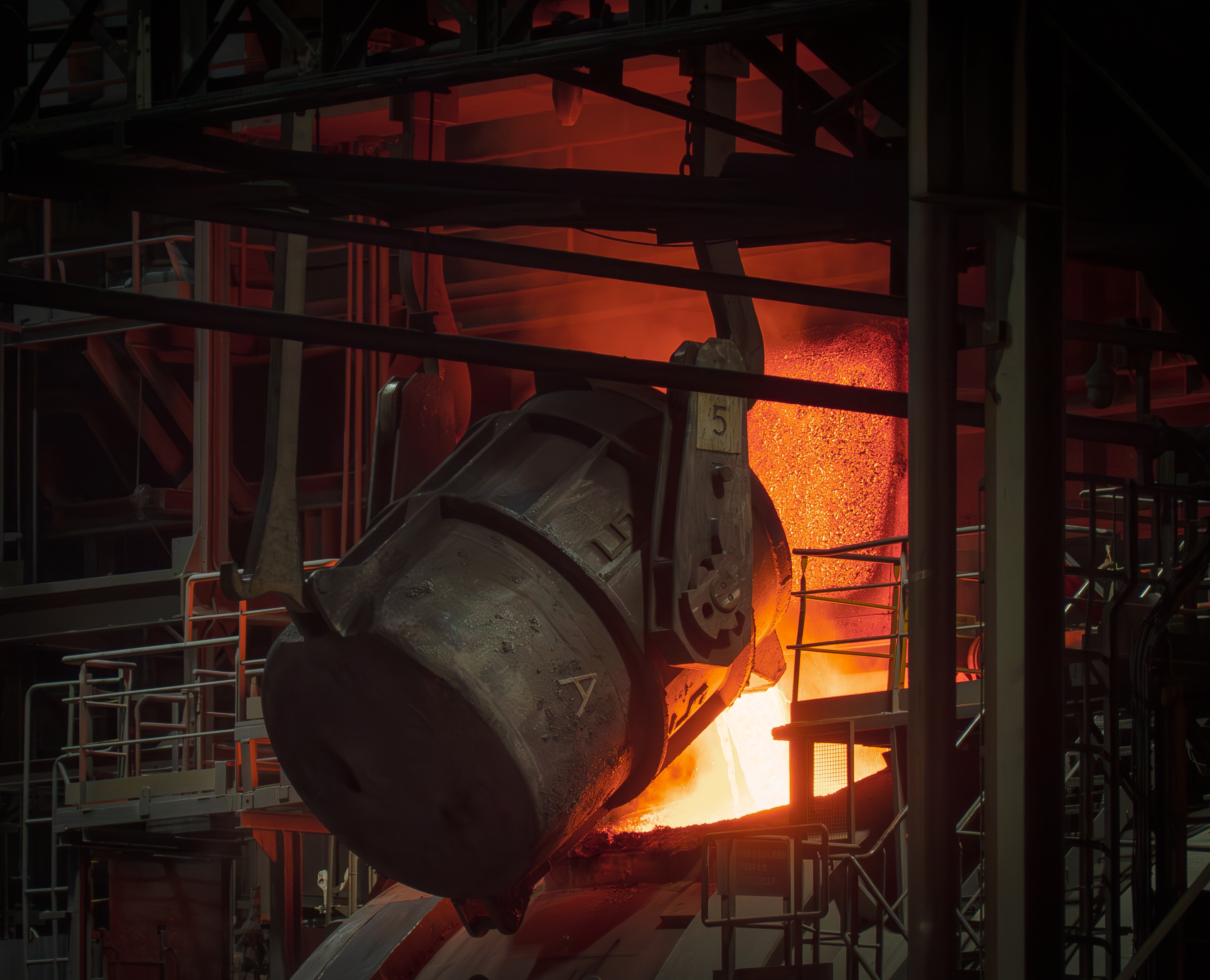
Déversement d'une poche de fonte dans un four.

Xavier Rogé délègue progressivement la direction à Camille Cavallier à partir de la fin des années 1880, lequel prendra sa suite après sa mort en 1900. Cavallier, se désignant lui-même comme un « travailleur acharné », développe considérablement l'entreprise en absorbant des concurrents, ouvrant de nouvelles usines, internalisant l'approvisionnement en matières premières et développant son réseau de distribution en France et à l'étranger, tout en conservant la stratégie — amorcée par son prédécesseur — focalisée sur les tuyaux. La raison sociale du propriétaire « Haldy Roechling et Cie » change de nom en 1886 : sa sonorité germanique était vu comme un obstacle aux affaires : elle devient la « Société des Hauts Fourneaux & Fonderies de Pont-à-Mousson ». En 1905, son domaine minier, dans les bassins de Briey et Nancy comporte une dizaine de concessions, attribuées ou achetées, des carrières de pierres, 7 500 ha de terrains houillers. En 1926, la société a 8 usines, de nombreuses participations et des filiales. Entre 1900 et 1926, la production de l'entreprise passe ainsi de 80 000 tonnes à 237 000 tonnes.
À la mort de Camille Cavallier en 1926, l'actionnariat de l'entreprise se répartit principalement entre ses héritiers, ceux de Xavier Rogé, le colonel Plassiart et le banquier Paul Lenglet, qu'il a liés de son vivant par un pacte au travers de la société financière Filor (Financière Lorraine). Ce pacte durera jusqu'en 1964, année où le nombre de hauts-fourneaux est abaissé à quatre.
Après 1926, l'entreprise continue de se développer sous l'impulsion de son gendre Marcel Paul-Cavallier,, puis par André Grandpierre après la Seconde Guerre mondiale. En 1946, sous le nom de « Compagnie de Pont-à-Mousson », l'entreprise devient une société de portefeuille, avec des participations dans des sociétés industrielles d'activités très diverses. Dans cet ensemble, c'est la « Société des fonderies de Pont-à-Mousson » qui gère le domaine industriel possédé en propre.
En 1939-1940, le groupe a participé à l'exposition universelle de New York,.
En 1970, sous la direction de Roger Martin, l'entreprise fusionne avec Saint-Gobain,. Avec le déclin de la sidérurgie en Lorraine des années 1975-1990, le nombre de hauts-fourneaux du site redescend à trois, mais l'entreprise se développe et continue à produire pour les systèmes de canalisations.
En 2019, l'usine bénéficie du transfert de l'activité de coulée des tuyaux du site de Sarrebruck-Brebach (Allemagne) vers ceux de Pont-à-Mousson et Foug.
En 2021, l'usine réalise un chiffre d'affaires de 1 milliard d'euros, dont la moitié à l'export.

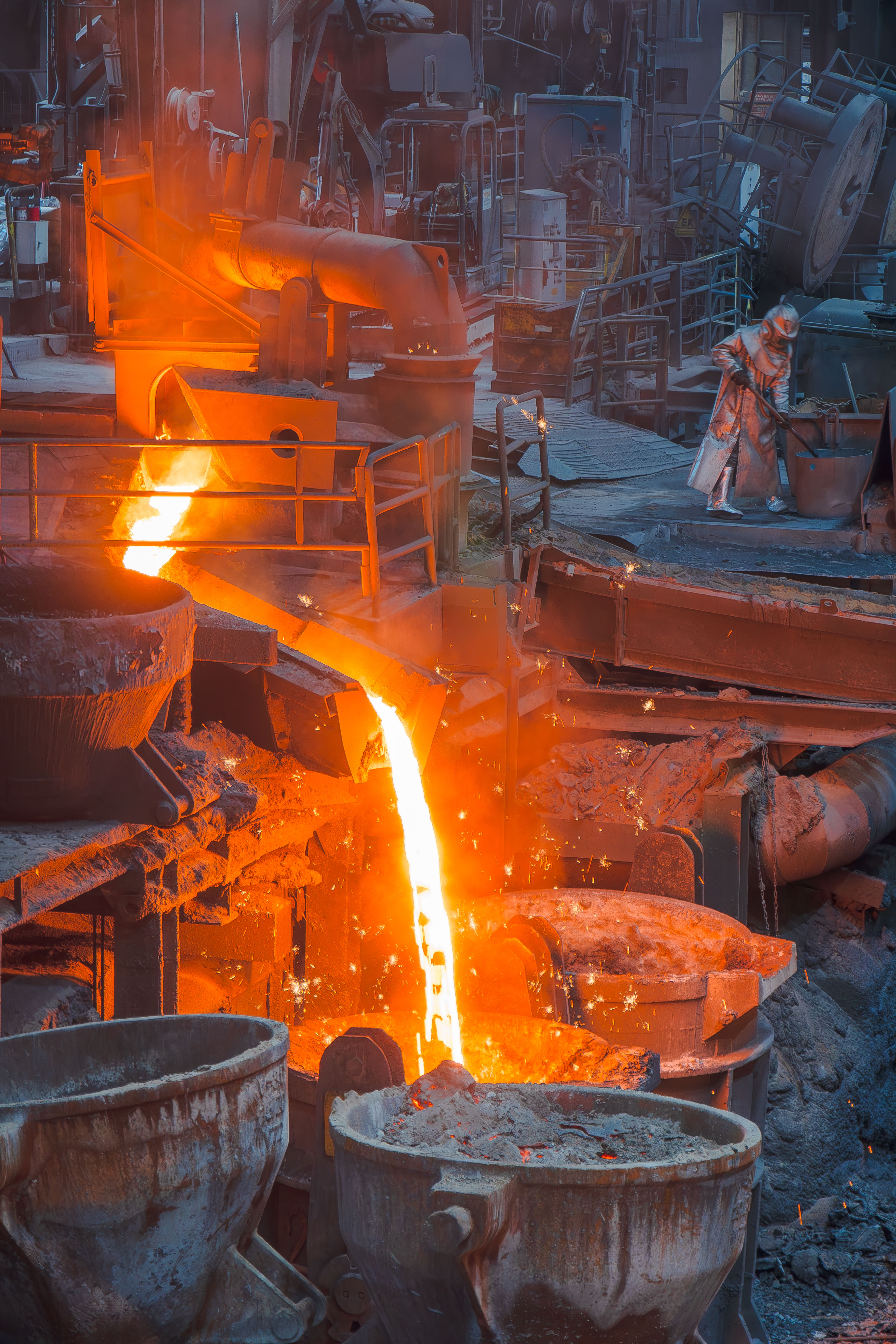
Fondeur sur le plancher de coulée. Intérieur de l'usine.

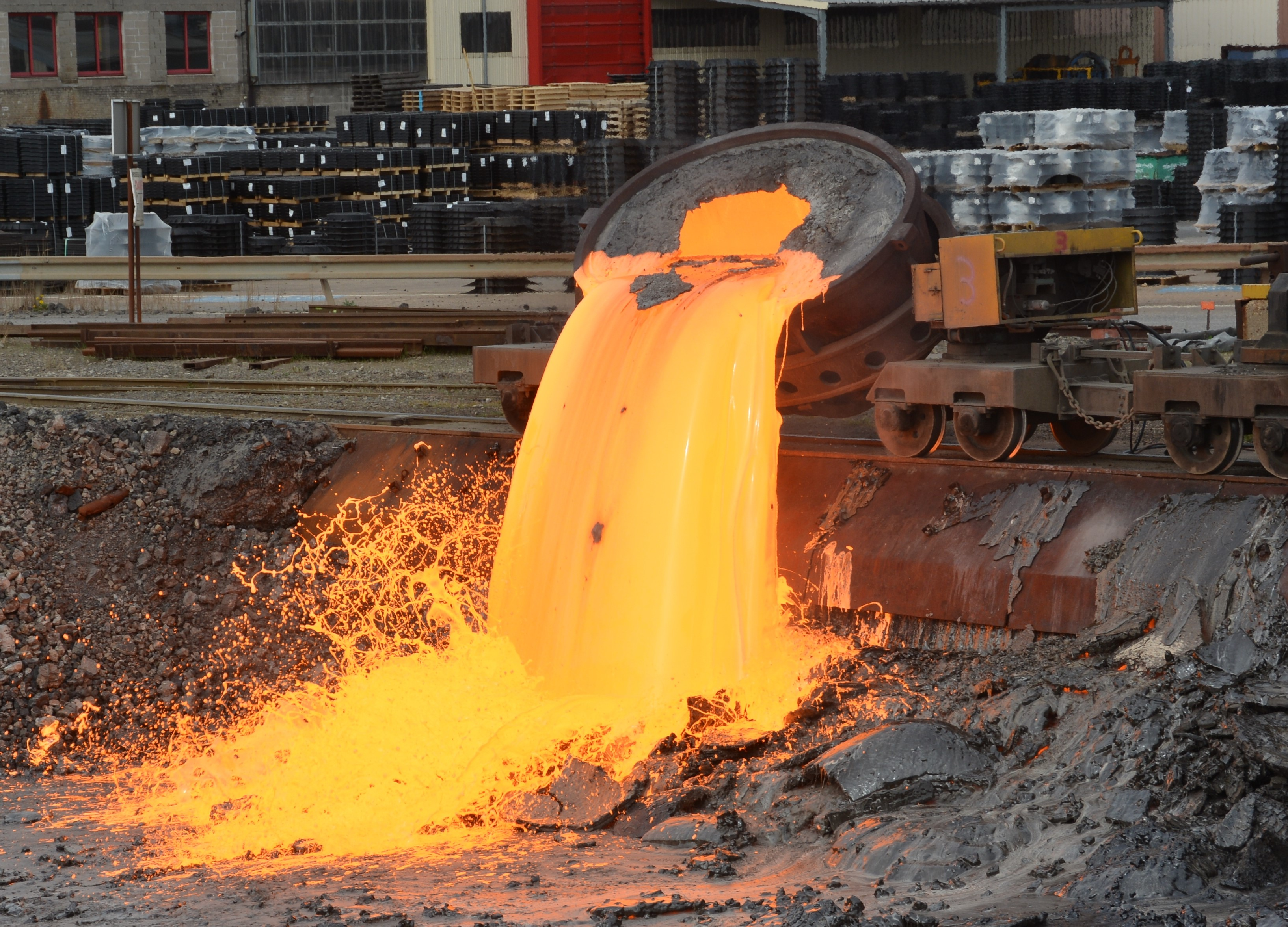
Déversement du laitier, 2022. Déchet du haut-fourneau, il sera revalorisé dans le génie civil.

## Outils de production

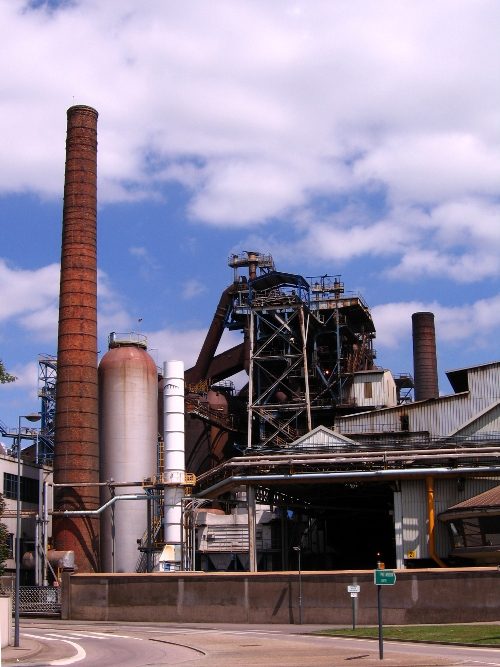
Haut-fourneau en 2008.

L'usine est alimentée par trois hauts-fourneaux, ayant chacun une capacité annuelle de 200 000 tonnes de fonte,,, et dont un seul est encore en activité. Depuis l'arrêt des hauts-fourneaux de l'Usine sidérurgique de Florange en 2011, elle reste l'une des trois dernières usines françaises produisant de la fonte avec cet outil.
Un premier haut-fourneau a été fermé en 2009 lorsque la demande annuelle était passée sous la barre des 400 000 tonnes. Le passage « provisoire » à un seul haut-fourneau a été annoncée en 2011, à la suite d'une nouvelle baisse d'activité dans le secteur de la voirie, alors que l'entreprise employait un peu plus de 1 000 salariés. Le HF2 est arrêté en 2014 et redémarré en 2019. Le démantèlement du HF1 commence en 2022.
En 2021, le groupe annonce investir 10 millions d'euros dans la mise en place d'un four à induction d'une capacité annuelle de 120 000 tonnes de fonte liquide. L'utilisation de ce four pourrait réduire de 10 % les émissions de CO2 liées à sa production de fonte.

## Produits
La société est organisée en trois activités : Eau et assainissement, Voirie et Bâtiment.
L'usine produit de la fonte, qui n'est pas destinée à être transformée en acier. Cette fonte est notamment utilisée pour la production de tuyaux en fonte centrifugée. Les produits sont employés pour les réseaux d'eau, les réseaux d'assainissement, les canalisations industrielles, ou encore pour la voirie (plaques d'égouts, regards, etc.).
L'usine produit plus de 2 kilomètres de canalisation par jour[réf. nécessaire].